# Großer Speikkogel
Großer Speikkogel – szczyt w paśmie Koralpe, w Alpach Noryckich części Alp Wschodnich. Leży w Austrii, w Karyntii. To najwyższy szczyt Koralpe, jest bardzo dobrze widoczny z przebiegającej w pobliżu autostrady A2, uwagę zwłaszcza przyciągają instalacje radarowe na szczycie grzbietu. Ze szczytu roztacza się bogata panorama; można zobaczyć między innymi: Saualpe, Alpy Seetalskie, Packalpe, Gleinalpe. Horyzont na południu usiany jest ostrzejszymi szczytami np. Karawanki, Alpy Julijskie, dalej Alpy Ennstalskie i Niskie Taury.
Po płn.-zach. stronie masywu znajduje się niewielki ośrodek narciarski Koralpe (1550–2070 m n.p.m.).